# به زنجیر کشیده شده (آلبوم ویکس)
به زنجیر کشیده شده دومین آلبوم استودیویی گروه ویکس می‌باشد که تحت نظر کمپانی جلی‌فیش در تاریخ ۱۰ نوامبر ۲۰۱۵ منتشر شد.

## زمینه و تبلیغات
در اواخر اکتبر، کمپانی جلی‌فیش اعلام کرد که ویکس در روز تولد لئو یعنی ۱۰ نوامبر آلبومی منتشر خواهد کرد.در ۱ نوامبر، جلی‌فیش تیزرهای ویکس را توسط توییتر و فیسبوک و سایت رسمی ویکس با عنوان «به زنجیر کشیده‌شده» منتشر کرد.در ۲ نوامبر، یک بازی عجیب توسط جلی‌فیش راه‌اندازی شد که طی آن قرار بود عکس‌های ویژه‌ای از تیزرها پدیدار شود.
در ۱۰ نوامبر، آلبوم آن‌ها همراه با موزیک‌ویدیو منتشر شد و شوکیسی به مناسبت انتشار آلبوم برگزار شد. همراه با انتشار، آهنگ در چارت‌هایی همچون ام نت، جنی، مانکی۳ و نیور رتبهٔ اول را به دست‌آورد و باقی آهنگ‌های آلبوم هم در چارت‌ها قرار گرفتند.ویکس پروموشن خود را از ۱۳ نوامبر در موزیک شوها آغاز کرد که اولین برد خود را در ۱۷ نوامبر داشت.در ۱۹ نوامبر، آلبوم آن‌ها در جایگاه سوم در چارت آلبوم‌های جهانی بیلبورد قرار گرفت.در ۴ دسامبر، ویکس با استیجی در موزیک بانک، پروموشن‌های خود را به پایان رساند.

### شوکیس‌ها
| تاریخ          | محل برگزاری | محل               | کشور      |
| -------------- | ----------- | ----------------- | --------- |
| ۱۰ نوامبر ۲۰۱۵ | اِی‌اکس کره   | گوانگ جین گو سئول | کره جنوبی |
| ۸ دسامبر ۲۰۱۵  | پکن         | چین               |           |
| ۱۳ دسامبر ۲۰۱۵ | شانگهای     | چین               |           |

## لیست آهنگ‌ها
※ آهنگ پررنگ شده، آهنگ اصلی آلبوم می‌باشد.
| شماره      | نام                          | سراینده                                                             | آهنگساز                                           | مدت   |
| ---------- | ---------------------------- | ------------------------------------------------------------------- | ------------------------------------------------- | ----- |
| ۱.         | «معشوقه» (بخش آغازین)        |                                                                     | ملودیزاین                                         | ۱:۱۱  |
| ۲.         | «به زنجیر کشیده‌شده» (사슬)   | میسفیت، راوی                                                        | آلبی آلبرتسون، هوگو سولیس، فرح آچور، کار آروید لِن | ۳:۱۳  |
| ۳.         | «مارپیچ»                     | میسفیت، راوی                                                        | آلبی آلبرتسون، مارتین مول‌هلند، ناله اهلسد         | ۳:۲۸  |
| ۴.         | «تمومش کن دختر»              | کیم جی‌هیانگ، راوی                                                   | اریک لیدبوم، آندریاس ابرگ                         | ۳:۴۵  |
| ۵.         | «به اندازۀ کافی، جذاب»       | کیم مین‌جین، راوی                                                    | اریک لیدبوم، اِم‌اِل‌سی، دیپ‌سول، آد‌آی                 | ۳:۲۷  |
| ۶.         | «عنکبوت»                     | پارک سونگ‌هی (جم فکتوری)، راوی                                       | سایمون جانلوف                                     | ۳:۴۷  |
| ۷.         | «بی‌نظم» (부시시)             | کیم جی‌هیانگ، راوی                                                   | ملودیزاین                                         | ۳:۵۵  |
| ۸.         | «بهشت»                       | راوی                                                                | راوی                                              | ۳:۱۵  |
| ۹.         | «ما، الان» (지금 우린)       | کیم جی‌هیانگ                                                         | ملودیزاین                                         | ۴:۲۴  |
| ۱۰.        | «ابدیت» (기적)               | Kim Eana                                                            | هیوک شین، دین‌فلوئنزا، 2xxx، ری‌وان، لی جه‌هون       | ۳:۰۴  |
| ۱۱.        | «خطا»                        | کیم آنا                                                             | هوانگ سه‌جون، ملودیزاین                            | ۳:۴۶  |
| ۱۲.        | «نمی‌تونم بگم»                | کیم جی‌هیانگ، راوی (متن اصلی نوشته شده توسط شو فور دیگز ، اینک گروپ) | هوانگ سه‌جون، ملودیزاین                            | ۳:۲۴  |
| ۱۳.        | «به زنجیر کشیده‌شده» (بی‌کلام) |                                                                     | آلبی آلبرتسون، هوگو سولیس، فرح آچور، کار آروید لِن | ۳:۱۳  |
| مجموع مدت: | مجموع مدت:                   | مجموع مدت:                                                          | مجموع مدت:                                        | ۴۴:۰۰ |

## نمودار عملکرد
| نمودار                                   | وضعیت در نمودار | فروش           |
| ---------------------------------------- | --------------- | -------------- |
| کره جنوبی (جدول هفتگی آلبوم‌های گائون)    | ۱               | - کره: ۱۲۰,۱۵۸ |
| کره جنوبی (جدول هفتگی اجتماعی گائون)     | ۱               | - کره: ۱۲۰,۱۵۸ |
| کره جنوبی (جدول هفتگی تک‌آهنگ‌های گائون)   | ۸               | - کره: ۱۲۰,۱۵۸ |
| تایوان (جدول هفتگی آلبوم‌های کره و ژاپن)  | ۱               | - کره: ۱۲۰,۱۵۸ |
| جهانی آمریکا (جدول هفتگی آلبوم‌های جهانی) | ۳               | - کره: ۱۲۰,۱۵۸ |

## نامزدی‌ها و جوایز

### جوایز
| سال  | جایزه                  | دسته               | گیرنده              | نتیجه    |
| ---- | ---------------------- | ------------------ | ------------------- | -------- |
| ۲۰۱۵ | جوایز شو چمپیون اِم‌بی‌سی | بهترین عملکرد      | "به زنجیر کشیده‌شده" | نامزدشده |
| ۲۰۱۵ | جوایز پاپ آسیای اِس‌بی‌اِس | بهترین آهنگ سال    | "به زنجیر کشیده‌شده" | نامزدشده |
| ۲۰۱۵ | جوایز رادیو کِی‌اِم‌سی     | کامبکِ سال          | "به زنجیر کشیده‌شده" | برنده    |
| ۲۰۱۵ | جوایز رادیو کِی‌اِم‌سی     | آلبوم سال          | "به زنجیر کشیده‌شده" | نامزدشده |
| ۲۰۱۶ | جوایز موسیقی سئول      | جایزه بونسانگ      | "به زنجیر کشیده‌شده" | برنده    |
| ۲۰۱۶ | جوایز جدول یین‌یوتای وی | بهترین عملکرد      | "به زنجیر کشیده‌شده" | برنده    |
| ۲۰۱۷ | جوایز دیسک طلایی       | دیسک جایزه بونسانگ | "به زنجیر کشیده‌شده" | برنده    |

### جوایز برنامه‌های موسیقی
| آهنگ                | موسیقی نمایش | تاریخ          |
| ------------------- | ------------ | -------------- |
| "به زنجیر کشیده‌شده" | د شو         | ۱۷ نوامبر ۲۰۱۵ |
| "به زنجیر کشیده‌شده" | شو چمپیون    | ۱۸ نوامبر ۲۰۱۵ |
| "به زنجیر کشیده‌شده" | موزیک بانک   | ۲۰ نوامبر ۲۰۱۵ |

## تاریخ انتشار
| منطقه         | تاریخ          | فرمت                  | کمپانی              |
| کره‌ای، آلبوم  | کره‌ای، آلبوم   | کره‌ای، آلبوم          | کره‌ای، آلبوم        |
| ------------- | -------------- | --------------------- | ------------------- |
| کره جنوبی     | ۱۰ نوامبر ۲۰۱۵ | سی دی، دانلود دیجیتال | جلی‌فیش ، سی‌جِی       |
| در سراسر جهان | ۱۰ نوامبر ۲۰۱۵ | دانلود دیجیتال        | جلی‌فیش              |
| چینی، تک‌آهنگ  |                |                       |                     |
| چین           | ۲۵ نوامبر ۲۰۱۵ | دانلود دیجیتال        | جلی‌فیش، کیوکیو      |
| تایوان        | ۲۵ نوامبر ۲۰۱۵ | دانلود دیجیتال        | جلی‌فیش، اَوِکس تایوان |